# Tribseer Damm (Stralsund)
Der Tribseer Damm in Stralsund verbindet die Rostocker Chaussee und die Richtenberger Chaussee mit dem Frankenwall, dem Knieperwall und der Tribseer Straße. Der Carl-Heydemann-Ring kreuzt den Tribseer Damm ebenso wie die Bahnstrecke Stralsund–Rostock; von ihm gehen die Alte Rostocker Straße, die Barther Straße, der Jungfernstieg und die Bahnhofstraße ab.

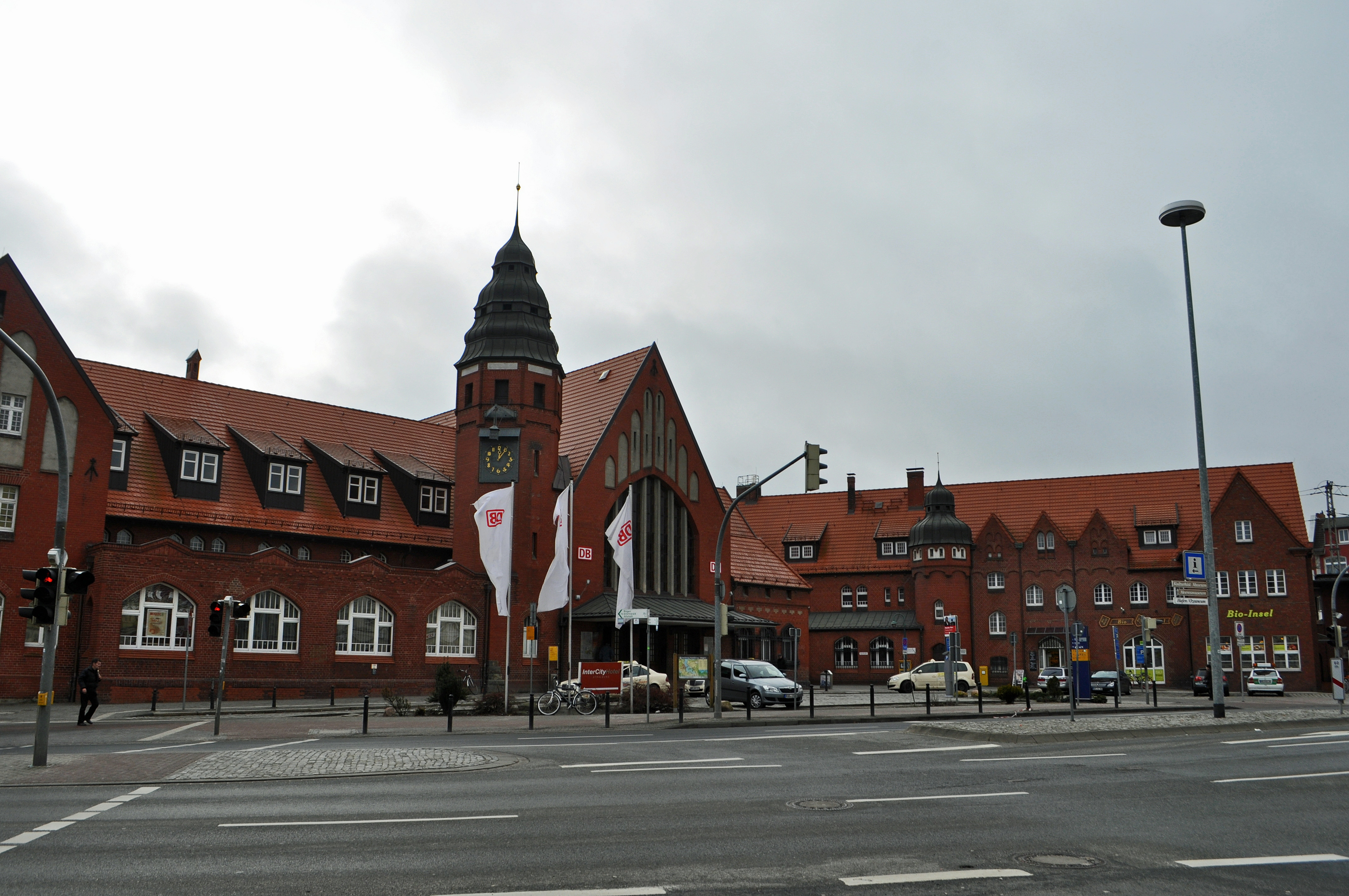
Der Tribseer Damm in Stralsund, hier beim Hauptbahnhof (2013)

Die im Stadtteil Tribseer Vorstadt gelegene Straße verläuft am Stralsunder Hauptbahnhof vorbei.
Benannt ist die Straße nach einer aus dem nahen Tribsees stammenden Stralsunder Familie, die erstmals im Jahr 1270 urkundlich erwähnt wird. Die Straße selbst wurde im Jahr 1869 Tribseer Damm benannt, zuvor hieß sie Am Landwege. Überwiegend Ackerbürger wohnten hier in ihren Häusern, bis nach der Entfestung der Stadt Stralsund Anfang der 1870er Jahre große Mietshäuser und Hotels errichtet wurden.
Am 29. März 1905 wurde der Bahnhof eröffnet.
Zahlreiche Gebäude in der Straße sind in die Liste der Baudenkmale Stralsunds eingetragen und stehen unter Denkmalschutz, nämlich die Wohnhäuser Tribseer Damm 1 a, Tribseer Damm 4, Tribseer Damm 6, Tribseer Damm 8, Tribseer Damm 10, Tribseer Damm 13/14, Tribseer Damm 16, Tribseer Damm 17/18/19, Tribseer Damm 20, Tribseer Damm 21, Tribseer Damm 28, Tribseer Damm 36, Tribseer Damm 39, Tribseer Damm 48/49, Tribseer Damm 53, Tribseer Damm 54, Tribseer Damm 64, Tribseer Damm 65, Tribseer Damm 70, Tribseer Damm 77/77 a, Tribseer Damm 78 sowie das Gebäude Stralsunder Hauptbahnhof.
Durch die Tribseer Damm fuhr vom 5. Mai 1895 bis zum 16. Juni 1961 die Kleinbahn der Bahngesellschaft Franzburger Kreisbahnen.
Im Abschnitt zwischen dem Bahnübergang und dem Knotenpunkt Carl-Heydemann-Ring wurden von Juni 2018 bis Dezember 2020 Fahrbahn, Nebenanlagen, der Kreuzungsbereich sowie die Versorgungsleitungen erneuert. Die Fahrspuren wurden für den Kfz-Verkehr reduziert, breite Schutzstreifen und Gehwege für den Fußgänger- und Radverkehr angelegt.